# Dund-Gobi-Aimag
Dund-Gobi-Aimag este un aimag, (provincie) în Mongolia.
| Capitala: Mandal-Gobi   |                                               |
| Distanța de Ulaanbaatar | 265 km                                        |
| Coordonate              | 45°46′0″N 106°17′0″E / 45.76667°N 106.28333°E |
| Altitudine              | 1396 m                                        |
| Populațe                | 14'183 (2000)                                 |